# Magic and Loss
Magic and Loss es el decimosexto álbum en solitario de Lou Reed, lanzado en 1992 por Sire Records.
Se trata de un álbum conceptual, de casi una hora de duración y catorce canciones, sucesor de su disco en colaboración junto a John Cale: Songs for Drella.
Las canciones fueron escritas por Reed, salvo cinco, compuestas en colaboración con su guitarrista Mike Rathke, quien también coprodujo el disco.
El álbum obtuvo un puntaje de 3/5 de parte de Allmusic, y un 4/5 de la revista Rolling Stone.

## Lista de canciones
- Autor Lou Reed, salvo los indicados.

1. "Dorita - The Spirit" – 1:07
2. "What's Good - The Thesis" – 3:22
3. "Power and Glory - The Situation" – 4:23 (Lou Reed, Mike Rathke)
4. "Magician - Internally" – 6:23
5. "Sword of Damocles - Externally" – 3:42
6. "Goodby Mass - In a Chapel Bodily Termination" – 4:25
7. "Cremation - Ashes to Ashes" – 2:54
8. "Dreamin' - Escape" – 5:07 (Reed, Rathke)
9. "No Chance - Regret" – 3:15
10. "Warrior King - Revenge" – 4:27
11. "Harry's Circumcision - Reverie Gone Astray" – 5:28
12. "Gassed and Stoked - Loss" – 4:18 (Reed, Rathke)
13. "Power and Glory, Part II - Magic - Transformation" – 2:57 (Reed, Rathke)
14. "Magic and Loss - The Summation" – 6:39 (Reed, Rathke)